# 王閎
王閎（？—30年），王莽叔父平阿侯王譚之子，王去疾之弟，娶蕭咸之女。

## 生平
王閎在漢哀帝上位時擔任中常侍。當時大司馬董賢深受皇帝寵愛，哀帝想傳位於董賢，王閎勸諫皇帝說：「天下乃高皇帝天下，非陛下之有也！陛下承宗廟，當傳子孫於亡窮，統業至重，天子亡戲言！」卻激怒了皇帝，便被貶謫外，回到郎署任職。
哀帝臨死前，將璽綬交給董賢。王閎稟告太皇太后要求收回璽綬，然後持劍立於宣德殿後門，怒斥董賢說：「宮車晏駕，國嗣未立，公受恩深重，當俯伏號泣，何事久持璽綬以待禍至邪！」董贤因懼怕被王閎殺掉，便交出璽綬。王閎將璽綬交給太皇太后，而且受到了朝廷的讚許。
王莽篡位時，忌恨王閎，便讓他出任東郡太守。王閎怕被殺害，時常在手中拿著毒藥。王莽失敗后，王閎歸降更始帝。後來被任命為瑯琊郡太守以抗衡張步，結果戰敗後選擇充當其幕僚，張步投降後王閎亦率劇城歸順東漢。

## 延伸阅读
[在维基数据编辑]
 《後漢書·卷12》，出自范晔《後漢書》